# Tænkedag
Thinking day eller Tænkedag er en mærkedag i den internationale spejderbevægelse.

## Historie
D. 22. februar var grundlæggeren af spejderbevægelsen Lord Robert Baden-Powells fødselsdag og i øvrigt også hans kone Olave Baden-Powells. De frabad sig på et tidligt tidspunkt fødselsdagshilsener, men bad spejderne om at give det påtænkte beløb til bedre formål og tænke venligt på spejderbevægelsen i sin helhed og andre i ringere kår. I 1932 grundlagdes Thinking day fund på en verdensspejderkonference, således at alle frivillige bidrag fra spejdere på denne dag bliver anvendt velgørende til støtte for spejderbevægelsens udbredelse verden over. 

## Beløb
Det er kutyme at give et vist beløb pr. år man har været spejder. I Danmark giver man 2 kr. per påbegyndt spejderår, altså hvis man har været spejder i 2½ år, giver man 6 kr.